# Joan Oliva i Bridgman
|  | Aquest article tracta sobre Joan Oliva i Bridgman. Vegeu-ne altres significats a «Joan Oliva (desambiguació)». |

Joan Oliva i Bridgman (Barcelona, 1878 - desembre 1914) va ser un poeta, assagista i crític literari català.
Era fill de Plàcid Oliva i Baradat (1837-1888) advocat i Mavila Birdgman i Miró (+1922) naturals de Tarragona.
Col·laborador de la revista Joventut, on el 1900 va aparèixer el primer dibuix de Picasso publicat que il·lustrava un poema d'Oliva titulat "El clam de les verges", que era com una protesta de les noies condemnades a la virginitat pels prejudicis de la societat de al moment.
També va col·laborar a El Poble Català, Catalunya, La Vanguardia, “Catalunya Artística”, L'Atlàntida, entre d'altres. En poesia, de factura modernista i amb influències d'Apel·les Mestres, publicà Brometes, corrandes i altres poesies (1899), i Jovenesa (1906), un recull de poemes classicitzants de to vitalista i dionisíac que dedicà a Frederic Rahola. Fou amic de Picasso, que il·lustrà alguns dels seus poemes. També va escriure llibrets per a òperes, entre els quals sobresurt el d'Hespèria (1907), musicat per Joan Lamote de Grignon. Algunes de les seves crítiques quedaren recollides en el volum Prosa vulgar (1900).